# Diego Luna (voetballer)
Diego Angel Luna (Sunnyvale, 7 september 2003) is een Amerikaans-Mexicaans voetballer die doorgaans speelt als middenvelder. In juni 2022 verruilde hij El Paso Locomotive voor Real Salt Lake. Luna maakte in 2024 zijn debuut in het Amerikaans voetbalelftal.

## Clubcarrière
Luna speelde bij Palo Alto SC, voor hij in de jeugdopleiding van San Jose Earthquakes terechtkwam. Deze verliet hij in 2018 voor de Barcelona Residency Academy, een Amerikaanse academie voor het Spaanse FC Barcelona. In april 2021 haalde El Paso Locomotive hem hier weg. Voor die club kwam hij uit in het USL Championship. In anderhalf jaar kwam Luna tot dertien officiële treffers in drieënveertig optredens.
De Amerikaans-Mexicaanse voetballer maakte in juni 2022 voor circa 220 duizend euro de overstap naar Real Salt Lake, een recordbedrag voor een transfer vanuit het USL Championship naar de Major League Soccer. Zijn debuut in het eerste elftal volgde op 5 juni 2022, toen met 2–1 verloren werd van Vancouver Whitecaps. Coach Pablo Mastroeni liet hem tijdens de slotfase van deze wedstrijd invallen voor Sergio Córdova. De middenvelder kwam in 2022 tot dertien competitieoptredens, maar vanaf het jaar erna nam de speeltijd toe. Op 22 juni 2023 kwam Luna voor het eerst tot scoren in de MLS, op bezoek bij St. Louis City. Hij opende de score, waarna Real Salt Lake met 1–3 zou winnen.
Zijn contract werd in maart 2024 opengebroken en verlengd tot en met december 2026, met daarbij een optie om deze met twee jaar extra te verlengen. Ten tijde van deze verlenging had Luna nog niet gescoord dat seizoen en een maand later gaf hij aan dat zijn mindere spel kwam door 'zaken buiten het voetbal'. In het restant van het jaar maakte de middenvelder nog acht goals en hij kwam tot even zo veel assists. Aan het einde van 2024 werd Luna verkozen tot beste jonge speler van de Major League Soccer dat jaar.

## Clubstatistieken
| Seizoen | Club               | Competitie          | Competitie | Competitie | Beker | Beker | Internationaal | Internationaal | Totaal | Totaal |
| Seizoen | Club               | Competitie          | Wed.       | Dlp.       | Wed.  | Dlp.  | Wed.           | Dlp.           | Wed.   | Dlp.   |
| ------- | ------------------ | ------------------- | ---------- | ---------- | ----- | ----- | -------------- | -------------- | ------ | ------ |
| 2021    | El Paso Locomotive | USL Championship    | 32         | 9          | 0     | 0     | —              | —              | 32     | 9      |
| 2022    | El Paso Locomotive | USL Championship    | 10         | 4          | 1     | 0     | —              | —              | 11     | 4      |
| 2022    | Real Monarchs      | MLS Next Pro        | 3          | 2          | 1     | 0     | —              | —              | 4      | 2      |
| 2022    | Real Salt Lake     | Major League Soccer | 13         | 0          | 0     | 0     | —              | —              | 4      | 0      |
| 2023    | Real Salt Lake     | Major League Soccer | 26         | 7          | 2     | 0     | 4              | 0              | 32     | 7      |
| 2024    | Real Salt Lake     | Major League Soccer | 33         | 8          | 1     | 0     | 2              | 0              | 36     | 8      |
| 2025    | Real Salt Lake     | Major League Soccer | 13         | 7          | 0     | 0     | 1              | 0              | 14     | 7      |
| Totaal  | Totaal             | Totaal              | 130        | 37         | 5     | 1     | 7              | 0              | 142    | 38     |

Bijgewerkt op 22 mei 2025.

## Interlandcarrière
Luna maakte op 20 januari 2024 zijn debuut in het Amerikaans voetbalelftal, tijdens een vriendschappelijke wedstrijd tegen Slovenië. Dat land won door een doelpunt van Nejc Gradišar met 0–1. Luna mocht van bondscoach Gregg Berhalter in de basisopstelling beginnen en hij werd in de zevenenzeventigste minuut gewisseld ten faveure van Caleb Wiley. De andere Amerikaanse debutanten dit duel waren Patrick Schulte, Sean Zawadzki, Aziel Jackson (allen Columbus Crew), Josh Atencio (Seattle Sounders), Esmir Bajraktarević (New England Revolution), Brian White (Vancouver Whitecaps), Timothy Tillman (Los Angeles), Bernard Kamungo (FC Dallas), Jack McGlynn (Philadelphia Union) en Duncan McGuire (Orlando City).
| Interlands van Diego Luna voor Verenigde Staten | Interlands van Diego Luna voor Verenigde Staten | Interlands van Diego Luna voor Verenigde Staten | Interlands van Diego Luna voor Verenigde Staten | Interlands van Diego Luna voor Verenigde Staten | Interlands van Diego Luna voor Verenigde Staten | Interlands van Diego Luna voor Verenigde Staten |
| №                                               | Datum                                           | Wedstrijd                                       | Uitslag                                         | Competitie                                      | Goals                                           |                                                 |
| Als speler bij Real Salt Lake                   | Als speler bij Real Salt Lake                   | Als speler bij Real Salt Lake                   | Als speler bij Real Salt Lake                   | Als speler bij Real Salt Lake                   | Als speler bij Real Salt Lake                   | Als speler bij Real Salt Lake                   |
| ----------------------------------------------- | ----------------------------------------------- | ----------------------------------------------- | ----------------------------------------------- | ----------------------------------------------- | ----------------------------------------------- | ----------------------------------------------- |
| 1                                               | 20 januari 2024                                 | Verenigde Staten – Slovenië                     | 0 – 1                                           | Vriendschappelijk                               |                                                 |                                                 |
| 2                                               | 18 januari 2025                                 | Verenigde Staten – Venezuela                    | 3 – 1                                           | Vriendschappelijk                               |                                                 |                                                 |
| 3                                               | 22 januari 2025                                 | Verenigde Staten – Costa Rica                   | 3 – 0                                           | Vriendschappelijk                               |                                                 |                                                 |
| 4                                               | 23 maart 2025                                   | Verenigde Staten – Canada                       | 1 – 2                                           | Nations League 2024/25                          |                                                 |                                                 |

Bijgewerkt op 22 mei 2025.

## Erelijst
| Competitie                                     |                      |                      |                      |                      |
| Competitie                                     | Aantal               | Jaren                |                      |                      |
| Verenigde Staten –20                           | Verenigde Staten –20 | Verenigde Staten –20 | Verenigde Staten –20 | Verenigde Staten –20 |
| ---------------------------------------------- | -------------------- | -------------------- | -------------------- | -------------------- |
| CONCACAF-kampioenschap –20                     | 1                    | 2022                 |                      |                      |
| Individueel                                    |                      |                      |                      |                      |
| Major League Soccer – Young Player of the Year | 1                    | 2024                 |                      |                      |